# Doscientos Ocho Transporte Automotor
Pour les articles homonymes, voir Dota (homonymie).
Doscientos Ocho Transporte Automotor, plus connue sous l'acronyme DOTA, est une société argentine spécialisée dans le transport en commun. DOTA possède d'autres sociétés de transport public, ce qui lui permet d'exploiter une grande variété de lignes de bus. En outre, elle possède Megacar, qui représente la société brésilienne Agrale en Argentine, et contrôle la société d'autocars TodoBus.
La société est basée dans la ville de Buenos Aires et est le plus grand opérateur de bus en Argentine, avec un total de 180 des 390 lignes de bus exploitées dans la seule AMBA,.

## Histoire
La société a été fondée en 1955, en tant qu'opérateur de la ligne 208 (aujourd'hui ligne 28), qui reliait la gare de Constitución au pont Alsina, cette ligne a ensuite été fusionnée avec le tracé de l'ancienne ligne 114 qui reliait le pont Alsina à la gare de Rivadavia du chemin de fer General Bartolomé Mitre, la ligne a continué à étendre son parcours jusqu'à Retiro et à Ciudad Universitaria. La société a commencé à connaître le succès grâce aux nouvelles branches rapides de la ligne 28, également lorsque les transports publics ont commencé à être subventionnés dans les années 1990, mais surtout grâce à l'acquisition d'autres petites sociétés de transport public.
En 2010, elle acquiert la ligne 60, avec les entreprises Nuevos Rumbos, Rosario Bus et Micro Omnibus Tigre. Cependant, les deux autres entreprises se retireront du partenariat. Cet achat a généré, en raison de conflits syndicaux, un important mouvement de grèves, le service ayant été suspendu pendant 42 jours en 2015,,,. Certains travailleurs ont également fait des grèves de la faim,.
En 2015, elle acquiert Empresa San Vicente, l'une des plus grandes entreprises de la partie sud métropolitaine de Buenos Aires,,,,. Également en 2015, elle acquiert Atlántida, exploitant de la ligne 57. En 2016, elle acquiert Transporte Automotor Riachuelo, exploitant des lignes 100, 115, 134 et 446. En 2017, elle perd la concession du service des lignes 505, 506 et 521 d'Almirante Brown, la première exploitée sous l'entreprise Gral. Tomas Guido et les deux dernières sous Empresa San Vicente, le service de ces lignes a été repris par Empresa Transporte del Sur. Un an plus tard, par le biais d'un appel d'offres, elle remporte la ligne 514 Almirante Brown, précédemment gérée par Expreso Arseno. Toujours en 2018, mais en septembre, la ligne 446, qui avait été acquise en 2016, cesse de fonctionner. Un autre fait marquant de 2018 est l'inauguration d'un service semi-rapide sur la ligne 8, qui commence à la Plaza de Mayo et se termine à Ezeiza.
Depuis 2019, la plupart des lignes exploitées par le DOTA sont en grève, au milieu d'une lutte interne entre différents secteurs du syndicat Unión Tranviarios Automotor (UTA), affrontant le leader de l'époque Roberto Fernández,,. Cette année-là, la ligne 164 (anciennement ligne 165) est reprise par la compagnie General Tomas Guido, qui l'a fait grâce à un appel d'offres pour les lignes de l'Expreso Lomas, après que cette dernière ait été en grève pendant plusieurs mois. En outre, deux services express de la ligne 51 sont inaugurés et le service de la ligne 74 est réduit à Burzaco, qui reviendra à Longchamps, bien que certains d'entre eux continuent à se terminer à la première ligne.
En janvier 2021, la société Cia. La Paz responsable de la ligne 277 qui était gérée par Autobuses Buenos Aires (Autobuses Santa Fe). En mars 2022, elle récupère la branche express de la ligne 164.

## Entreprises exploitées
Dans les années 1990, la société a commencé à se développer en acquérant d'autres lignes et de plus petites entreprises, ou en s'associant avec d'autres pour exploiter des services.
Aujourd'hui, le groupe est divisé en plusieurs filiales :

### Lignes opérationnelles directes
- DOTA : 28 44 101
- Transportes Río Grande : lignes 5, 8, 23
- Transportes Lope de Vega : 56, 76, 91, 135
- Transportes Larrazabal (depuis 2004 {188}, 2005 {20 et 421} et 2018 (514) : 20, 117, 161, 188, 421, 514)
- Los Constituyentes : 78, 87, 111, 127
- Transportes Av. Bernardo Ader (TABA) : 130
- Transporte 12 de Octubre : 7
- Colectiveros Unidos (CUSA) : 99, 106
- Empresarios del Transporte Automotor de Pasajeros (ETAPSA) : 24
- Empresa de Transportes Tte. General Roca (depuis 2007) : Lignes 21, 108
- Rocaraza (depuis 2007) : Lignes 31, 146
- Micro ómnibus Norte MONSA (Depuis 2010) : 60
- Micro ómnibus Avenida (depuis 2013) : 405, 520
- Transportes Atlántida (depuis 2015) : 57, 410, 429
- Transporte Automotor Riachuelo (depuis 2016) : 100, 115, 134

### Lignes opérationnelles associées
- Avec Grupo Autobuses
  - General Tomás Guido S.A. (depuis 2012) : 9, 25, 84, 164, 271, 299, 373, 384, 570
- Avec Grupo Autobuses y Expreso Esteban Echeverría
  - Empresa San Vicente S.A.T. (depuis 2015) : 51, 7479, 177, 263, 370, 385, 388, 403, 435, 503
- Avec Sociedad Anónima Expreso Sudoeste
  - Expreso Quilmes (depuis 2013) : 98
- Ligne d'entreprise 7 (depuis 2016) : 307 506
  - Fuerte Barragan : 275
- Avec Grupo Autobuses (depuis 2018) :
  - 514
- Avec Nuevos Rumbos S.A. :
  - NUDO : 6 50 107 150 168

## Entreprises liées au transport automobile
- Concesionaria MegaCar, représentant en Argentine du fabricant brésilien de châssis Agrale ;
- Carrocerías de transporte Todo Bus.

Jusqu'en 2017, elle a exploité les lignes 505, 506, et 521. Ces lignes ont été séparées du DOTA, par un appel d'offres lancé par le maire d'Almirante Brown, et ont été exploitées jusqu'en 2017 par les entreprises General Tomás Guido SACIF et Empresa San Vicente SAT Actuellement, les trois lignes sont exploitées par Empresa Transportes del Sur S.R.L.